# Baku’s Revenge
Baku’s Revenge (englisch für Bakus Rache) ist das erste Studioalbum der US-amerikanischen Pop-Punk-Band Magnolia Park. Es erschien am 4. November 2022 über Epitaph Records.

## Entstehung
Das Album wurde von Andrew Wade produziert. Die Band schrieb insgesamt 30 Lieder, wobei die Band auch auf externe Songwriter zurückgriff. Neben Andrew Wade beteiligten sich Andy Karpovck, Andy Selzer, Dark Waves (bürgerlich: Nick Long), Matt Malpass, Derek Sanders und Taylor Acorn am Songwriting. Mit Hilfe des Produzenten Andrew Wade wurden schließlich die elf Titel herausgesucht, die für das Album verwendet wurden. Das Lied Feel Something war bereits auf der im Juni 2022 veröffentlichten EP Heart Eater zu hören. Das zwischen dieser EP und dem Album veröffentlichte Lied Don’t Be Racist hat es dagegen nicht auf das Album geschafft.
Insgesamt war die Band einen Monat mit der Albumproduktion beschäftigt. Als Gastsänger sind Derek Sanders von der Band Mayday Parade und die Sängerin Taylor Acorn bei den Liedern Feel Something bzw. Misfits zu hören. Das fertige Album wurde von Zakk Cervini gemischt und von Ted Jensen gemastert. Musikvideos wurden für die Lieder Feel Something, I Should’ve Listened to My Friends, Addison Rae, Misfits und Radio Reject veröffentlicht. Bei Feel Something und Misfits sind die jeweiligen Gastsänger zu sehen.
Für den 14. April 2023 kündigte die Band eine „Deluxe Edition“ des Albums an, welche vier weitere Titel enthält. Neben dem bereits im August 2022 veröffentlichten Lied Don’t Be Racist enthält diese Version noch die Titel Complicated, Dizzy und Facedown.

## Hintergrund
Die Lieder handeln von der Geschichte des fiktionalen Charakters Baku, der erstmals in dem Musikvideo für das Lied Sick of It All auftauchte. Die Texte behandeln ernste Themen wie Depressionen, Psychische Gesundheit und eigene Erfahrungen mit institutionellem Rassismus.

„Ich glaube, wenn man sich die Botschaften in unseren Liedern anhört und unsere Videos sieht, wird man feststellen, dass wir mehr sind als eine verspielte Pop-Punk-Band. Wir können eine gute Zeit haben und albern sein, aber wir zeigen auch, dass es einige ernste Probleme in der realen Welt gibt, die wir ansprechend und zeigen wollen.“

In dem Intro ? kontert Sänger Joshua Roberts Vorwürfe, dass Magnolia Park eine TikTok-Band wäre und er selbst Programme wie Autotune benutzen würde. Feel Something handelt davon, „den Moment leben zu wollen“. Misfits beschäftigt sich mit Beziehungen, die nicht friedlich enden. Radio Reject bezieht sich auf die Radiostationen, die keine Lieder der Band spielen wollten, weil keiner an sie geglaubt hat. Das Lied Addison Rae ist eine Hommage an die gleichnamige Influencerin. I Should’ve Listened to My Friends handelt von einer Person, die durch eine toxische Beziehung ihre Freunde verloren hat. Diese Freunde hätten den Protagonisten vor der Beziehung gewarnt.

## Rezeption

### Rezensionen
Ryan Curtiss vom Onlinemagazin New Noise schrieb, dass die Band „großartige Lieder mit bedeutungsvollen Texten und eingängigen Refrains schreiben kann“. Wenn die Band „der Meinung war, dass sie etwas zu beweisen hatten, dann haben sie es getan“. Curtiss bewertete Baku’s Revenge mit 4,5 von fünf Sternen. Cimone Milner vom Onlinemagazin Square One schrieb, dass „jeder Song des Albums ein neues Talent aufzeigt, von dem wir nichts wussten“. Die Band zeigt, dass „sie sich einen Namen gemacht hat und so schnell nicht wieder gehen werden“. Milner vergab vier von fünf Sternen.

### Bestenlisten
| Publikation | Liste                         | Werk           | Platz   |
| ----------- | ----------------------------- | -------------- | ------- |
| Kerrang     | The 50 best albums of 2022    | Baku’s Revenge | 26      |
| Rock Sound  | The Rock Sound Albums of 2022 | Baku’s Revenge | J [ 9 ] |